# 織田央
織田 央（おりた ひろし、1963年〈昭和38年〉3月3日 - ）は、日本の農林水産技官。

## 来歴
長崎県雲仙市出身。青雲高等学校を経て、1988年（昭和63年）3月、東京大学農学部林学科を卒業し、同年4月、農林水産省へ入省。入省後、農林水産省大臣官房政策課調査官、林野庁森林整備部森林利用課森林吸収源情報管理官、同庁森林整備部計画課長、同庁森林整備部長、同庁国有林野部長などを歴任。
2021年（令和3年）4月26日、林野庁次長に就任。
2022年（令和4年）6月28日、林野庁長官に就任。2023年（令和5年）7月4日、退職。同年12月1日、日本治山治水協会参与及び日本林道協会参与に就任。
2024年（令和6年）8月22日、国土緑化推進機構専務理事に就任。

## 年譜
- 1988年（昭和63年）
  - 3月 - 東京大学農学部林学科卒業[1]
  - 4月 - 農林水産省入省[1]
- 1996年（平成8年）4月 - 林野庁沼田営林署長[8]
- 1998年（平成10年）10月 - 林野庁前橋営林局企画調整室長
- 1999年（平成11年）3月 - 林野庁関東森林管理局企画調整室長
- 2001年（平成13年）8月 - 農林水産省農村振興局農村政策課課長補佐（農村整備調整班担当）
- 2003年（平成15年）
  - 8月 - 林野庁森林整備部整備課諜長補佐（公団管理班担当）
  - 10月 - 林野庁森林整備部整備課課長補佐（機構企画班担当）
- 2005年（平成17年）8月 - 林野庁森林整備部治山課課長補佐（施設計画班担当）
- 2007年（平成19年）4月 - 熊本県農林水産部森林整備課長
- 2010年（平成22年）4月 - 林野庁国有林野部経営企画課課長補佐（総括）
- 2012年（平成24年）4月 - 農林水産省大臣官房政策課調査官兼林野庁国有林野部経営企画課[1]
- 2013年（平成25年）4月 - 林野庁森林整備部森林利用課森林吸収源情報管理官[1]
- 2015年（平成27年）4月 - 林野庁森林整備部計画課長[1]
- 2016年（平成28年）8月 - 林野庁森林整備部長[1]
- 2019年（令和元年）7月 - 林野庁国有林野部長[1]
- 2021年（令和3年）4月 - 林野庁次長[5]
- 2022年（令和4年）6月 - 林野庁長官[3]
- 2023年（令和5年）
  - 7月 - 退職[4]
  - 12月 - 日本治山治水協会参与[6]
  - 12月 - 日本林道協会参与[6]
- 2024年8月 - 国土緑化推進機構専務理事[7][9]